# Región metropolitana Rhein-Neckar

Ubicación de la región metropolitana Rhein-Neckar en Alemania

La Región Metropolitana Rhein-Neckar se halla en el suroeste de Alemania en la confluencia de los tres Lander Baden-Wurttemberg, Hesse y Renania-Palatinado. En el centro geográfico de la región, con 2,4 millones de habitantes, están las ciudades Mannheim (330 000 habitantes), Ludwigshafen (169 000 habitantes) y Heidelberg (148 000 habitantes). Dichas ciudades están rodeadas de una estrecha red de 30 poblaciones medianas. Junto con las regiones lindantes, Rin-Meno al norte y Karlsruhe/Stuttgart al sur, la Región Metropolitana Rhein-Neckar forma uno de los núcleos motrices en el corazón de Europa

## Zona económico-empresarial en la Región Metropolitana Rhein-Neckar[2]
La Región Metropolitana Rhein-Neckar es una de las zonas económico-empresariales más importantes de la República Federal de Alemania. En ella se concentran más de 134.000 empresas, tanto empresas multinacionales como PYMES familiares y empresas de nueva creación (start-ups). La elevada cuota de exportación del 58% demuestra la orientación internacional de estas empresas. Las industrias principales son: automoción, construcción de máquinas y plantas industriales, química, tecnología informática, biotecnología y ciencias de la vida, energía y medio ambiente, así como economía de cultura y creatividad. La región está perfectamente conectada a la infraestructura de la red de tráfico nacional y europea; ocho autopistas transcurren por ella. La estación principal de trenes de Mannheim es un nudo importante en la comunicación ferroviaria. El Aeropuerto Internacional de Fráncfort del Meno está a 30 minutos de Mannheim.

### Sectores industriales (participación en el valor añadido bruto)
|          | Agricultura | Industria | Servicios |
| -------- | ----------- | --------- | --------- |
| MRN      | 0,8%        | 36,1%     | 63,1%     |
| Alemania | 0,8%        | 29,8%     | 69,3%     |

### Comparación de algunos datos económicos
|                         | MRN          | Alemania     | España       |
| ----------------------- | ------------ | ------------ | ------------ |
| Renta per cápita (2008) | 31.700 euros | 30.400 euros | 29.700 euros |
| Renta per cápita (2008) | 5,2%         | 7,1%         | 21,7%        |

### Empresas conocidas en/de la Región Metropolitana Rhein-Neckar
|                              | Industria             | Cifra de ventas 2011                                                 | Empleados 2011                     |
| ---------------------------- | --------------------- | -------------------------------------------------------------------- | ---------------------------------- |
| BASF SE (Ludwigshafen)       | Química               | 73.500 mill. euros                                                   | mundial: 111.141, MRN: 37.867      |
| SAP AG (Walldorf)            | Software              | 14.200 mill. euros                                                   | mundial: 55.765, MRN: 12.291       |
| Roche Diagnostics (Mannheim) | Life-Sciences         | 35.400 mill. euros (grupo) / 8.100 mill. euros (Diagnostics)         | mundial: 80.129, MRN: 6.800        |
| (Heidelberg)                 | Maquinaria            | 2.600 mill. euros                                                    | mundial: 15.414, MRN: 5.000        |
| John Deere (Mannheim)        | Maquinaria            | 25.300 mill. euros (grupo) / 2.900 mill. euros (John Deere Alemania) | mundial: 61.590, MRN: 3.760        |
| Fuchs Petrolub AG (Mannheim) | Lubricantes           | 1.700 mill. euros                                                    | mundial: 3.722, MRN: 700           |
| Freudenberg (Weinheim)       | Varios                | 6.000 mill. euros                                                    | mundial: 37.031, MRN: aprox. 7.000 |
| Daimler AG (Mannheim/Wörth)  | Automoción            | Motores / Camiones y autobuses en MRN                                | MRN: 20.500                        |
| ABB AG (Mannheim)            | Electrónica y Energía | 3.400 mill. euros (ABB Alemania)                                     | MRN: 4.250                         |

## Centros científicos de la Región Metropolitana Rhein-Neckar[3]
La Universidad de élite de Heidelberg, sita en el centro de la región, es la alma mater más antigua de Alemania. Otras 21 universidades y un gran número de institutos de investigación de renombre internacional crean un entorno fructífero que propicia la educación, la innovación y el progreso. Los ranking nacionales e internacionales demuestran una y otra vez la excelencia de las instituciones académicas en los campos de ciencias de la vida, ciencias de la naturaleza, humanidades, ciencias económicas y sociales. En las universidades de la región están matriculados actualmente unos 80.000 estudiantes, de ellos, aproximadamente uno de cada diez viene del extranjero. Dada la cercanía entre sí de las universidades de Karlsruhe, Darmstadt y Kaiserslautern, existen excelentes posibilidades de especialización y profesionalización en disciplinas técnicas.

### Algunas universidades, número de estudiantes y facultades principales:[4]
|                               | Estudiantes | Facultades Principales                                                        |
| ----------------------------- | ----------- | ----------------------------------------------------------------------------- |
| Universidad Heidelberg        | 29.400      | Medicina, Derecho, Ciencias Biológicas, Física                                |
| Universidad Mannheim          | 11.200      | Ciencias Económicas                                                           |
| Universidad Landau            | 6.400       | Ciencias de la Educación, Ciencias Medioambientales                           |
| Universidad Speyer            | 300         | Administración y Empresas                                                     |
| Escuela Superior Mannheim     | 4.900       | Biotecnología, Técnica Médica, Informática, Electrotécnica, Ciencias Sociales |
| Escuela Superior Ludwigshafen | 4.200       | Ciencias Económicas                                                           |

### Algunos institutos de investigación:[5]
- Centro Alemán de Investigación del Cáncer (Heidelberg)
- Centro Nacional de Enfermedades Tumorales (Heidelberg)
- Laboratorio Europeo de Biología Molecular (Heidelberg)
- Instituto Max-Planck de Astronomía (Heidelberg)
- Instituto Max-Planck de Física Nuclear (Heidelberg)
- Instituto Max-Planck de Investigación Médica (Heidelberg)
- Instituto Max-Planck de Derechos Humanos (Heidelberg)
- Centro de Investigación Económica Europea (Mannheim)
- Instituto Central de Salud Mental (Mannheim)
- Instituto Fraunhofer para Automatización de la Medicina (Mannheim)

## Vida en la Región Metropolitana Rhein-Neckar
La Región Metropolitana Rhein-Neckar no destaca solamente por ser una excelente ubicación económica y científica. Ofrece también a sus habitantes y visitantes una gran variedad cultural y calidad de vida. Más de 80 salas de teatro y varieté – entre ellos el teatro comunal más antiguo de Alemania en Mannheim –, más de 200 museos y galerías, así como una gran cantidad de festivales, generan durante todo el año una gran oferta cultural.
Tres monumentos han sido declarados por la UNESCO Patrimonio de la Humanidad de Interés Cultural: el monasterio de Lorsch, la catedral de Espira y el Limes. Los Palacios Residenciales de los Príncipes Electores en Heidelberg, Mannheim y Schwetzingen son también vestigios de la rica historia de la región. En los bosques del Palatinado y del Odenwald se puede disfrutar de senderismo y ciclismo.
Más deporte ofrecen los estadios del 1899 Hoffenheim (fútbol) y el SAP Arena, sede del Rhein-Neckar-Löwen (balonmano) y del Mannheimer Adler (hockey hielo). El Hockenheimring es un circuito local del hijo más veloz de la región, Sebastian Vettel. Por otra parte, los gastrónomos pueden degustar los excelentes vinos de la región alemana de máxima producción vinícola. Y ,así como disfrutar de una variada y excelente cocina, influenciada por la cercana Francia.